# Hoxie, Arkansas
Hoxie är en ort i Lawrence County i Arkansas. Orten har fått sitt namn efter järnvägsfunktionären H.M. Hoxie. Enligt 2020 års folkräkning hade Hoxie 2 598 invånare.